# Litoboř
Litoboř – czeska wieś w powiecie Náchod, wzdłuż Hlubokiego potoku, przy drodze między wsią Hořičky i miastem Červený Kostelec.

## Demografia
| Rok             | 1882 | 1900 | 1960 | 1990 | 2001 | 2006 |
| --------------- | ---- | ---- | ---- | ---- | ---- | ---- |
| Liczba ludności | 857  | 472  | 216  | 93   | 94   | 95   |

Źródło: Czeski Urząd Statystyczny

## Historia
Zamek Litoboř został zbudowany na początku XIV w. na miejscu zw. Turyň (czasem też Na Turyni). Pierwsza pisemna wzmianka o miejscowości pochodzi z 1369 r. W latach 1369–1372, jej właściciel Ješek z Litoboře, pozyskał także zamek Chvaleč. W 1372 r. jest wzmiankowany Lítek Hanuš ze Chlumu, który w latach 1405–1414 był współpatronem kościoła w Hořičkach.
Jego następcami byli np. Wacław ze Chlumu wraz z małżonką Katarzyną, Jerzy ze Chlumu i z Litoboře oraz Krzysztof ze Švamberka.
W czasach wojen husyckich w okolicy wsi toczyły się walki, które skończyły zdobyciem zamku Červená Hora przez husytów (8 czerwca 1427 r.). Najazdy książąt śląskich trwały do końca lat 30. XV w.
Od Krzysztofa z Vamberka kupił wsie Litoboř, Chlístov i Hořičky Petr Adršpach z Dubé i odtąd wieś należała do dóbr Rýzmburk. Z tego powodu w krótkim czasie zamek został opuszczony.
Przed 1582 r. kataster wsi został podzielony między dobra Adršpach i Rýzmburk. W 1586 r. sprzedała Magdalena Úlibská z Nestajova drugą część wsi Jerzemu z Dobřenic, który był właścicielem zamku oraz wsi Třebešov i po jego śmierci stała się częścią dóbr nachodzkich.
Posiadaczką części pierwszej, która należała do dóbr Adšpach, była Elżbieta Bohdanecká z Nestajova (jeszcze w 1595 r.). W 1600 r. został jej następcą Petr Straka z Nedabylic i w posiadaniu jego potomków ta druga połowa wsi pozostała do końca XVII w., kiedy zakupiły ją dobra nachodzkie.
Od 1848 r. Litoboř była samodzielną gminą z własnym samorządem. Z biegiem czasu zostały do niej dołączone wsie Křižanov i Mečov.
Po zamachu komunistycznym w 1948 r. nastąpił okres kolektywizacji rolnictwa, ale Litoboř miała długą tradycję rolniczą i nie chciała dobrowolnie rozwijać socjalistycznego rolnictwa. Sprawa utworzenia lokalnego Zjednoczonego Rolniczego Stowarzyszenia Spółdzielczego (JZD) nie wzbudziła u miejscowej ludności dużego zainteresowania. W związku z tym, latem 1951 r. Służba Bezpieczeństwa (StB) wykorzystała istnienie domniemanego dywersanta jako pretekst do interwencji przeciw chłopom (akcja Teror Náchod). Po krótkiej walce i rozstrzelaniu dywersanta 28 grudnia 1951 r. nastąpiły aresztowania, sądy oraz inne prześladowania. Za pomocą fałszerstw zainscenizowano dwa wielkie procesy sądowe. Wydano cztery wyroki śmierci (trzy wykonane), jedną karę dożywotniego pozbawienia wolności i trzynaście kar od 4 do 20 lat. Karą było także to, iż w 1960 r. sama gmina straciła niezależność i została częścią gminy Hořičky. Samodzielną wsią jest dopiero od r. 1990.

## Zabytki
- Kapliczka z 1800 r.
- Pomnik Ofiar Komunizmu z 2008 r.
- słabo widzoczne ruiny zamku